# Адамишин, Виктор Михайлович
Виктор Михайлович Адамишин (25 марта 1962, Мурманск — 7 апреля 1995, Самашки) — капитан милиции, Герой Российской Федерации (1995, посмертно).

## Биография
В 1980 году был призван в армию. Спустя два года после демобилизации поступил на службу в милицию. Был командиром отделения. С 1 ноября 1987 года — заместитель командира роты ОМОН при ГУВД Москвы. В составе сводного отряда ОМОН МВД России участвовал в боевых действиях в Чечне. 1 апреля 1995 года отряд Виктора наткнулся на большие силы чеченских вооруженых формирований. Завязались бои. 7 апреля в ходе операции МВД РФ в селе Самашки группа Виктора осталась без прикрытия, и Адамишин оказался в окружении вместе с небольшой группой бойцов. Группа пошла на прорыв, а Виктор остался её прикрывать и погиб.
Указом Президента Российской Федерации № 877 от 25 августа 1995 года за мужество и героизм, проявленные при исполнении служебного долга, капитану милиции Адамишину Виктору Михайловичу присвоено звание Героя Российской Федерации (посмертно).
Награждён также орденом «За личное мужество».
Похоронен на 162-м участке Митинского кладбища Москвы.

## Память
- Навечно занесен в списки личного состава ОМОН Главного управления Росгвардии по г. Москве[2].
- 24 марта 2016 года почтой России была выпущена почтовая марка из серии «Герой Российской Федерации» с изображением В. М. Адамишина. К выпуску марки также были подготовлены конверты первого дня и штемпели специального гашения для Москвы, Санкт-Петербурга и Рязани.